# Kamptozaury
Kamptozaury (Camptosauridae) - rodzina dinozaurów z infrarzędu ornitopody.

## Wielkość
- Długość: od 3 do 8 metrów,
- Wysokość od 1,5 do 3 metrów,
- Waga od 140 do 800 kg.

## Pożywienie
Typowe rośliny późnej jury.

## Występowanie
Zamieszkiwały tereny dzisiejszej Europy i Ameryki Północnej w okresie późnej Jurze i wczesnej kredzie.

## Opis
Dwu- lub czworonożne.

## Rodzaje
- Kamptozaur
- Drakonyks